# 제프리 탬버
제프리 탬버(Jeffrey Michael Tambor, 1944년 7월 8일 ~ )는 미국의 배우이다.

## 출연 작품
- 엘로이즈 크리스마스 대소동
- 트롤
- 어카운턴트 - 프란시스 실버베르그 역
- 카시우스 앤 클레이
- 스탈린이 죽었다! - 게오르기 말렌코프 역
- 55 스텝
- 매직 캠프